# Алтайский завод агрегатов
Алта́йский заво́д агрега́тов (АЗА) — промышленное предприятие в городе Барнауле.
Предприятие расположено в Центральном районе около места впадения в реку Барнаулка её притока — Пивоварки.

## История
В 1907 году было создано товарищество братьев Ковиных, занимавшееся верёвочно-канатным производством. В 1915—1922 годах оно носило название завода «Шпагат» и выпускало пеньково-ткацкие изделия, чугунно-медное литьё, запчасти к сельскохозяйственным машинам.
В 1922—1927 годах предприятие именовалось завод «Молот и серп», а его продукция представляла собой молочную посуду и оборудование для маслоделия. В 1927—1941 годах оно стало Алтайским металлическим заводом, выпускающим изделия для местных нужд: котлы, радиаторы, ребристые трубы. В 1941—1946 годах название было изменено на «Чугунолитейный завод имени газеты „Правда“», в цехах предприятия было установлено эвакуированное из Днепродзержинска оборудование и производилась оборонная продукция.
После войны предприятие ещё несколько раз меняло своё название: в 1946—1952 годах — Тормозной завод, в 1952—1964 годах — «Дизельзапчасть», и только с 1964 года оно носит современное название — Алтайский завод агрегатов.
С 1960-х годов завод выпускает комплектующие для вагонов и дизелей, с 1970-х — навесные агрегаты для алтайских дизелей, пусковые агрегаты для тракторов. В конце 1980-х годов продукция АЗА поставлялась в 23 страны мира.
В 2010 – 2013 годах проведена модернизация плавильного отделения цеха с установкой индукционной плавильной системы FS-60. Две печи производства компании АВР (Германия) производят по 6 тонн чугуна в час.
В 2002 году был запущен первый газовый котел, находящийся в котельной завода. Также проводятся работы по модернизации оборудования и замене теплотрасс по периметру предприятия.
В августе 2012 года Советом директоров ОАО "Алтайский завод агрегатов" было принято решение о покупке активов ОАО "Барнаульский аппаратурно-механический завод". Целью данного решения стал перенос производственной базы, технологий, всей конструкторской и иной (ТУ, патентов, сертификатов) документации и трудоустройство работников на площадке ОАО "АЗА". В 2013-2014 годах была осуществлена замена станочного парка оборудования "БАМЗ" на современные центры японского и немецкого производства. запущены все производственные мощности переехавшего завода. На сегодняшний день ОАО "Алтайский завод агрегатов" - единственное в России предприятие, осуществляющее полный цикл производства газозапорной, газорегулирующей и газосварочной аппаратуры от латунного проката до готового изделия с соблюдением всех требований ГОСТа к технологическому процессу.

## Производственные мощности
Сегодня в составе завода механосборочный корпус, цеха: чугунолитейный, термической обработки с участком порошковой металлургии, механический, прессовый, инструментальный, энергопарокотельный, по переработке пластмасс.
Число работающих — более 800 человек

## Продукция
ОАО "Алтайский завод агрегатов" специализируется на производстве  оборудования для газопламенной обработки материалов, запорной арматуры, газорегулирующей аппаратуры, аппаратуры для сварки и резки под торговой маркой БАМЗ. Так же завод изготавливает тормозную камеру 295М.001 - основу воздухораспределителя в тормозной системе грузовых вагонов и тепловозов.
У ОАО "Алтайский завод агрегатов" есть производственные мощности для оказания услуг по чугунному литью, литью из цветного металла (латунь, алюминий), пенополимерминеральной изоляции труб, а также изготовлению инструмента, оснасток и нестандартного оборудования.